# Joaquim Lopes de Barros Cabral
Joaquim Lopes de Barros Cabral Teive (Rio de Janeiro, 8 de fevereiro de 1816 — 6 de novembro de 1863) foi um pintor acadêmico, cenógrafo, figurinista, arquiteto, professor e caricaturista brasileiro.

## Biografia
Foi aluno na primeira turma da Academia Imperial de Belas Artes a partir de 1833, tendo aulas de pintura de Jean-Baptiste Debret e de arquitetura de Grandjean de Montigny. Em 15 de novembro de 1849 foi empossado como professor substituto de desenho, tornando-se catedrático de pintura histórica em 1857. Sua nomeação foi feita pelo ministro dos Negócios do Império, mas foi denunciada como contrária aos estatutos pelo diretor da Academia, Manuel de Araújo Porto-Alegre, além de criticá-lo como incompetente para a função, chamando-o de "homem quase analfabeto", "empregado relaxado, mentiroso e inimigo das novas aulas". Inconformado, Porto-Alegre pediu exoneração. Francisco Marques dos Santos disse que já existia antes uma rivalidade entre os dois: "Porto-Alegre [...] até mesmo criou a serpente que o deveria alijar da Academia: seu ex-diletíssimo aluno Joaquim Lopes de Barros Cabral, ao qual tanto elogiara em jornais e do qual se tornou inimigo atroz, desde a época em que se desavieram por cenográficas competições".
Barros Cabral lecionou na Academia Imperial até 1860. No ano seguinte foi eleito professor adjunto de desenho da Escola da Marinha. Produziu muitas pinturas e diversas cenografias, figurinos e decorações. Expôs nas duas primeiras mostras de obras de alunos e professores, em 1829 e 1830, na Exposição Geral de Belas Artes, edições de 1842, 1843, 1944, 1850, 1852 e 1860, e postumamente nas edições de 1879 e 1884. Foi membro fundador da Sociedade Propagadora das Belas Artes em 1856, integrando a primeira Comissão Artística. Faleceu no dia 6 e foi sepultado no dia 7 de novembro de 1863. A causa mortis foi "estreitamento da uretra".

## Obra

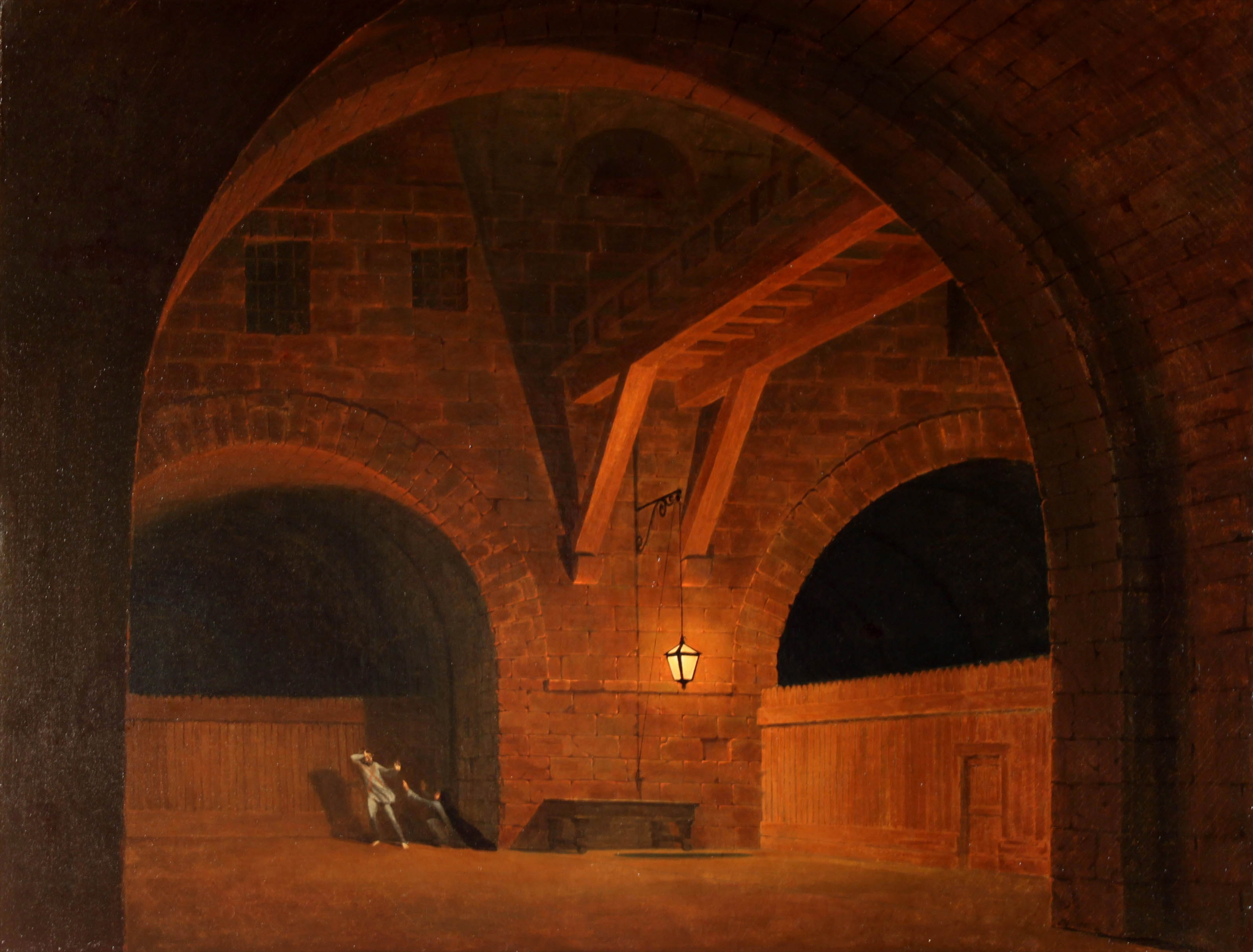
Interior de um cárcere (Cena de "António José, ou O Poeta e a Inquisição", de Domingos José Gonçalves Magalhães, 5º ato), pintura, 1860

Referências literárias citam uma produção significativa em pintura, nos gêneros de pintura histórica — entre estas Passagem do Exército Brasileiro no Rio Negro: fronteira do Estado Oriental, 1852, Cena do naufrágio do vapor Pernambuco, 1860, e Interior de um cárcere: cena do quinto ato da tragédia Antônio José, 1860, que são influenciadas pela escola romântica —, retratos, paisagens e temas religiosos, mas poucas obras chegaram aos dias de hoje. Foi incumbido da pintura decorativa do Teatro São Pedro de Alcântara, e quando o teatro foi reconstruído, após ter sido consumido em um incêndio em 1856, fez uma nova decoração. Na Revista da Semana foi dito que "a reputação que goza o sr. Lopes de hábil desenhador e fecundo talento é uma dupla garantia para o novo teatro". Em 1861 pintou o teto e painéis laterais da capela-mor da Igreja de Nossa Senhora Mãe dos Homens no Rio de Janeiro.
Recebeu duas medalhas de ouro nas Exposições Gerais, em 1850 e 1860, e menção honrosa em 1862, mas parece ter sido mais apreciado como cenógrafo.  Também assinou alguns figurinos. No Correio Mercantil foi elogiado em 1849 pelo cenário da peça A degolação dos inocentes: "Linco e rico cenário, todo novo, delineado e executado pelo bem conhecido artista pintor sr. Joaquim Lopes de Barros Cabral". Em O Brazil Artístico em 1857 foi louvado pelo cenário para a peça A freira sanguinária: "Não é de um artista desconhecido que tratamos, nem esta é a sua primeira obra de merecimento, mas era surpreendente o efeito desta cena, e para mostrá-lo basta-nos dizer que o público entusiasmado aplaudiu a vista, chamando o autor ao palco para saudá-lo com vivas e parabéns". Foi cenógrafo da Companhia Ópera Nacional, sediada no Ginásio Dramático, que funcionou entre 1858 e 1860. Segundo José Soares de Souza, escrevendo em 1958, "foi cenógrafo de renome e a sua especialidade era o desenho. [..] Fez-lhe justiça Porto Alegre em artigo no Guanabara, ainda que o malsinasse como homem em sua autobiografia. É, contudo, Lopes de Barros um artista muito pouco conhecido, quase nada existindo sobre sua vida e sua arte".
Na década de 1840 publicou na revista Semana Ilustrada 50 litografias integrando a série Costumes do Brasil, retratando o cotidiano dos trabalhadores negros. Notícias da época citam a coleção como a primeira a ser divulgada no Brasil tratando dos costumes nacionais. Segundo Daniel Alcântara de Sá, essas imagens são geralmente classicistas e idealizadas, sugerindo que a vida dos negros era tranquila, e suas representações se assemelham "às imagens de artistas viajantes vindos da Europa. Por meio de similaridade estética e olhar europeizado, seria possível categorizar Lopes Cabral Teive como um artista viajante, embora fosse nascido no Brasil". Também produziu caricaturas na década de 1850, destacando-se as publicadas na revista Brasil Ilustrado e no Álbum do Pintamonos.
Construiu o Teatro Apolo do Recife, inaugurado em 1846, e em 1860 foi encarregado da construção e decoração do novo teatro da Companhia Teatral do Catete no Rio.

## Imagens
Litografias de Cabral Teive, em "Costumes brasileiros", 1840/1841:

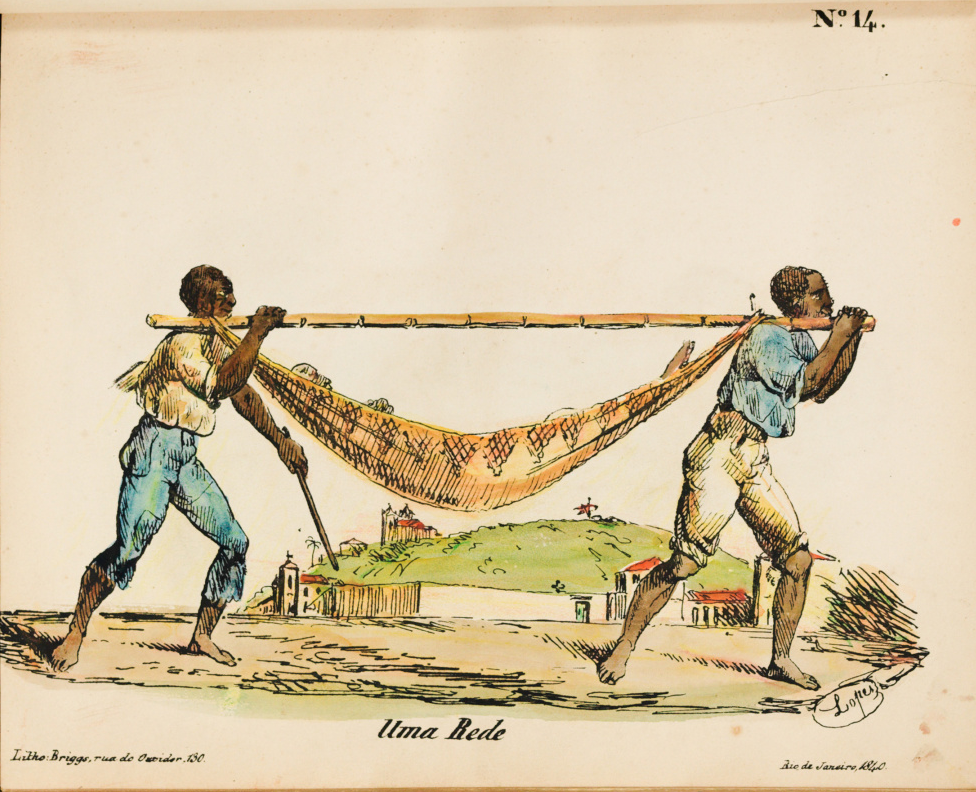
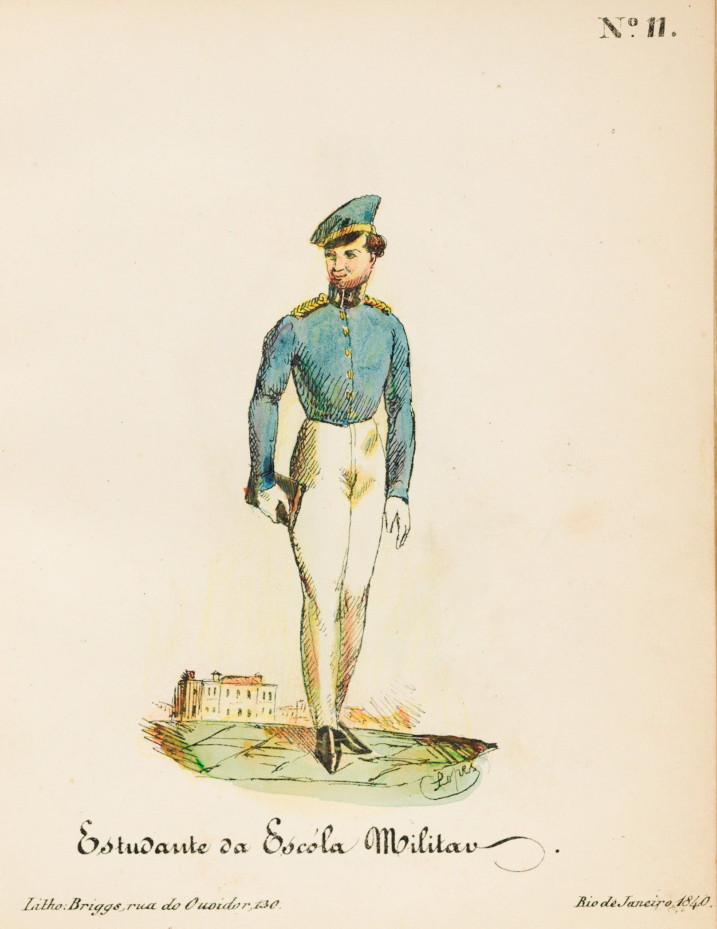
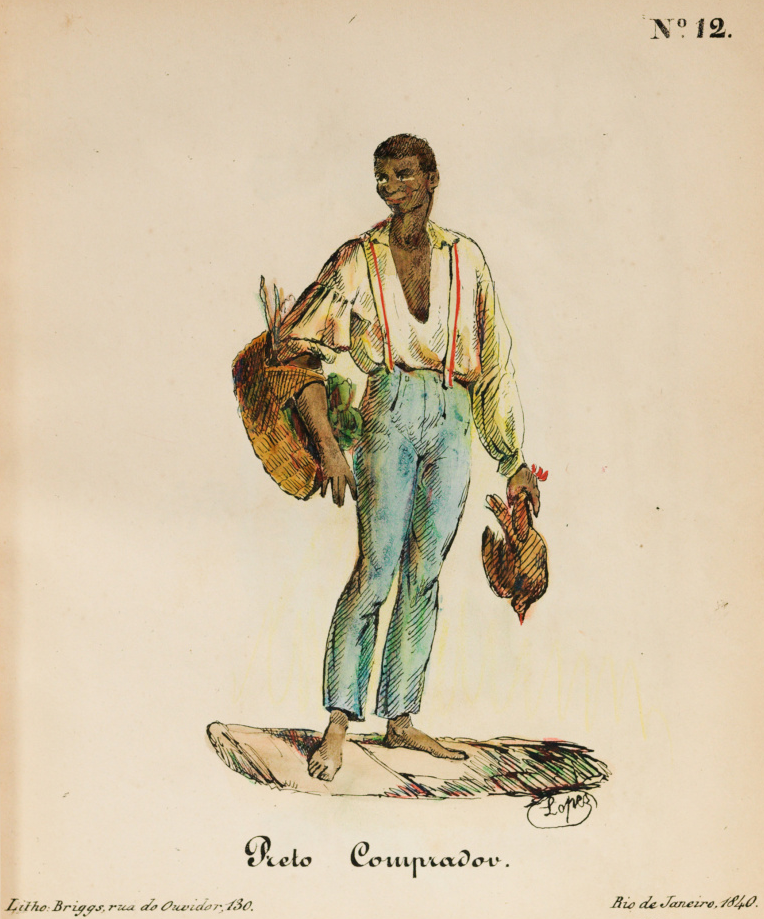
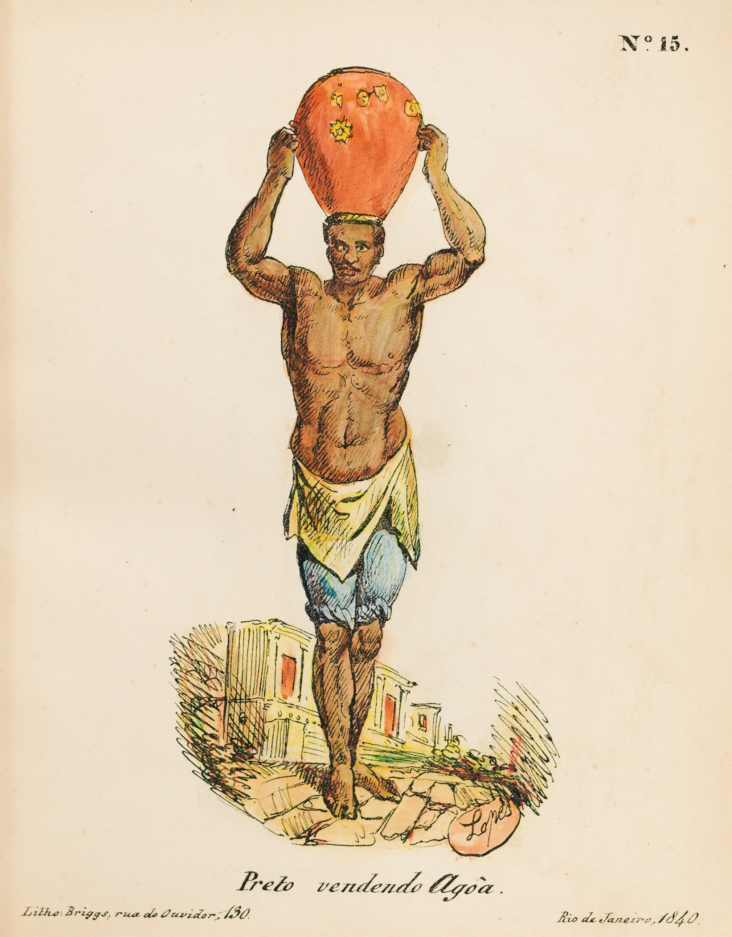
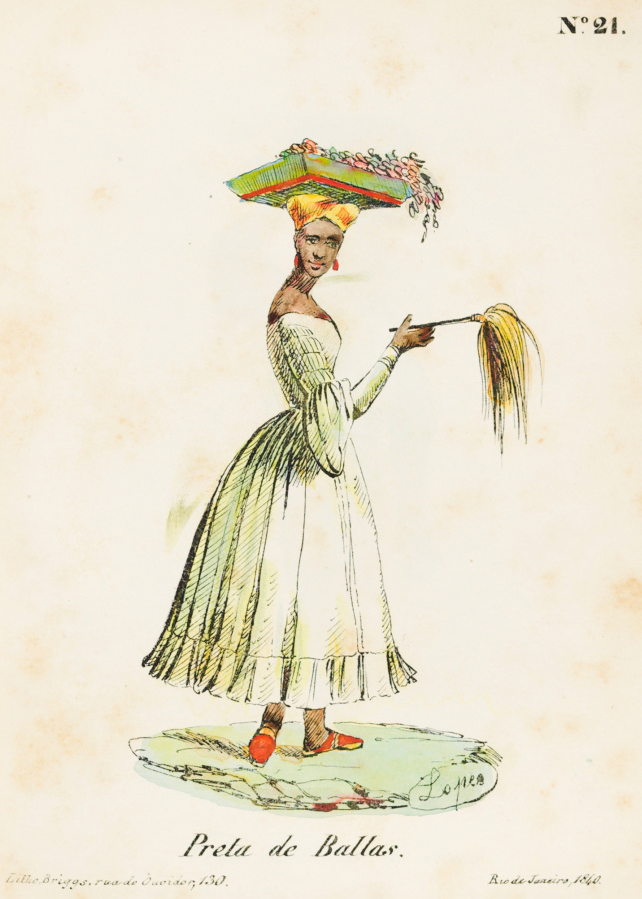